# Gundolli, Khanapur
Gundolli là một làng thuộc tehsil Khanapur, huyện Belgaum, bang Karnataka, Ấn Độ.